# Pieter Moerman
Petrus Joannes (Pieter; Pierre) Moerman (Ieper, 24 juni 1818 – aldaar, 18 december 1907) was een Belgisch componist, muziekpedagoog, dirigent, arrangeur en organist. 

## Levensloop
De stamvader van de familie Moerman, die met meerdere leden bedrijvig in de muziekwereld van Ieper en omgeving was, trouwde pas na de geboorte van zijn eerste kind met Melanie Virginie Maertens. Samen kregen zij zestien kinderen. Vier zonen waren eveneens muzikaal begaafd: Jules Moerman (1841-1901), Gustaf Moerman (1842-1905), Prosper Alphonse Moerman (1848-1902) en Hendrik Moerman (1861-1940). Pieter Moerman was tijdens de geboorte van zijn eerste kind muzikant in de militaire muziekkapel van het 2e Regiment Artillerie van het garnizoen in Ieper. Verder werkte hij als organist aan de Sint-Maartenskerk in Ieper. Hij was ook als dirigent en als muziekleraar aan het Koninklijk Gesticht van Mesen werkzaam. 
Als arrangeur bewerkte hij uit de opera Lucrezia Borgia van Gaetano Donizetti het koor Lafenêtre est éclairée voor gemengd koor en orkest. Dit werk werd gedurende een avondconcert in 1873 uitgevoerd. 
Als componist schreef hij ook werken voor harmonie- of fanfareorkest zoals de Ouverture des Menténégrins en de Fantaisie sur l'Africaine. Het laatstgenoemde werk droeg hij op aan zijn vriend Charles Otto, die toen dirigent van de Ieperse Pompiersmuziek, de latere Stadsfanfare was.